# Tiwaripotamon edostilus
Tiwaripotamon edostilus is een krabbensoort uit de familie van de Potamidae. De wetenschappelijke naam van de soort is voor het eerst geldig gepubliceerd in 2001 door Ng & Yeo.